# 聖道寺
聖道寺（せいどうじ）は、兵庫県明石市樽屋町にある橋立真言宗の寺院。成相寺（京都府宮津市）を本山とする。2007年（平成19年）、高野山真言宗から独立し、橋立真言宗の寺院となった。
例年、「愛染（あいぜん）さん夏まつり」が30日、7月1日に開かれ周辺道路に露店が並ぶ。

## 所在地
- 兵庫県明石市樽屋町4-12

## 交通アクセス
- JR西日本山陽本線明石駅、山陽電鉄山陽明石駅から徒歩約10分

## 周辺
- 兵庫県道718号明石高砂線
- 龍谷寺 (明石市)
- 宝林寺 (明石市)
- 本立寺 (明石市)
- 明石郵便局